# Gastrozoide
Si dice gastrozoide il polipo della colonia di idrozoi deputato alla cattura del cibo ed alla sua immissione all'interno della cavità gastrale (celenteron), che condividono con gli altri polipi della colonia. Il celenteron del gastrozoide si sviluppa ben oltre il polipo stesso, con un idrocaule che raggiunge gli altri polipi della colonia attraverso diverticoli ramificati con il fine di distribuire il cibo digerito.
Data la loro funzione, i gastrozoidi presentano tentacoli e bocca ben sviluppati.